# Schistocerca damnifica
Schistocerca damnifica är en insektsart som först beskrevs av Henri Saussure 1861.  Schistocerca damnifica ingår i släktet Schistocerca och familjen gräshoppor. Inga underarter finns listade i Catalogue of Life.